# Wolfgang Haberl (Filmemacher)

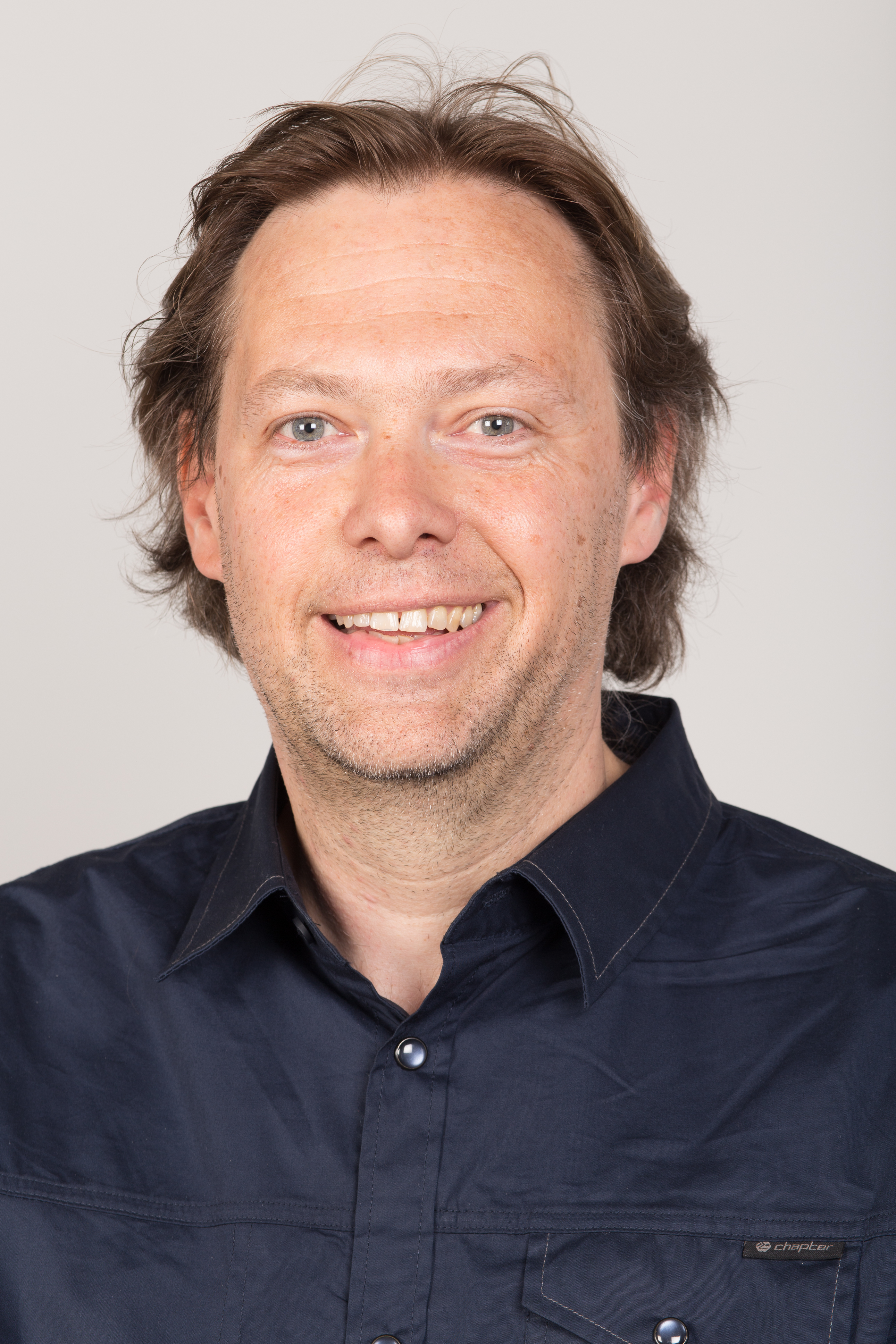
Wolfgang Haberl 2016

Wolfgang Haberl (* 30. April 1968 in Wien) ist ein österreichischer Filmemacher. Er leitet das Europäische Wissenschaftsfilmfestival sf² und steht der European Academy of Science Film (EURASF) vor.

## Leben
In den Jahren 1993 bis 2000 arbeitete Wolfgang Haberl als Assistent und Drehbuch-Coautor des österreichischen Filmregisseurs Wolfram Paulus. 2004 gründete Haberl die Firma hablo und setzte den inhaltlichen Schwerpunkt seiner Arbeiten auf den interkulturellen und wissenschaftlichen Dokumentarfilm. 2007 bis 2009 organisierte und leitete Haberl das filmcollege Wien, eine mehrsemestrige österreichische Filmausbildung am polycollege Stöbergasse. Seit 2007 ist Haberl Intendant des Europäischen Wissenschaftsfilmfestival sf².
Seit 2015 ist er Leiter der European Academy of Science Film (EURASF), einem Netzwerk aus bislang zehn europäischen Wissenschaftsfilmfestivals, mit zahlreichen Mitgliedern aus den Bereichen Film, Fernsehen und Wissenschaft.
Wolfgang Haberl ist ordentliches Mitglied im Fachverband der Österreichischen Drehbuchautoren und in der Akademie des Österreichischen Films.

## Filmografie
- 1995: Der Night Revenger
- 1996: Der Schatz der vom Himmel fiel
- 1999: Der Unterschlupf
- 2000: Schöne Aussicht – Obdachlos in Salzburg
- 2003: Ein Videoband in Kamerun
- 2005: TOPI – Hilfe aus Österreich
- 2006: Gymnasium Schloss Hagerhof
- 2007: Freie Arbeit
- 2007: Quantenfußball
- 2008: Vicky
- 2009: Tehrik-e-Niswan

## Auszeichnungen
- Drehbuchpreis der Stadt Salzburg, 1994
- 3. Preis für Wissenschaftskommunikation des Österreichischen Wissenschaftsfonds für den Film Quantenfußball, 2006[4]